# Manama (Ajman)
Manama (àrab: المنامة, al-Manāma) és una ciutat de menys de cinc mil habitants situada a uns 60 km a l'est d'Ajman, que forma el centre d'un petit enclavament de l'emirat d'Ajman en territori entre els emirats de Sharjah i de Fujeira als Emirats Àrabs Units. Els seus habitants van declarar la seva lleialtat a l'emir d'Ajman en una zona en què la fidelitat entre Sharjah i Fujeira formava el límit entre ambdós xeicats. La ciutat té un antic fortí però la seva fama principal deriva de la gran quantitat de segells postals emesos (sense real necessitat) amb la llegenda "Manama dependency of Ajman" a partir del 5 de juliol de 1966 fins a l'1 de febrer de 1972. El seu nom vol dir "ciutat dormida". La ciutat important més propera és Dhayd a 15 km a l'oest.
L'economia local està basada en l'agricultura de vegetals; es produeixen també rajoles per la construcció i hi ha jaciments de magnesi i curi. Avui dia està ben comunicada per una carretera que va de Sharjah a Dhayd i arriba fins a Masafi on seguix cap a Dibah (nord-est) i cap a Fujeira (sud-est) 